# Cheddar’s 300
Das Scotts Turf Builder 300 war ein Autorennen, das die NASCAR Nationwide Series, jährlich auf dem Bristol Motor Speedway in Bristol, Tennessee austrug. Das andere Rennen ist das Food City 250. Erstmals wurde das Sharpie Mini 300 im Jahre 1982 ausgetragen, Phil Parsons gewann damals das Rennen. In den Anfangsjahren war es noch ein 150 Runden langes Rennen, im Jahre 1985 wurde es dann auf 200 Runden verlängert und 1990 schließlich auf 250 Runden. Bis 2005 war dies die zurückzulegende Distanz. Im Jahre 2006 wurde das Rennen erneut verlängert, so dass jetzt 300 Runden zu fahren sind. Das macht deutlich, dass die Nummer im Namen des Rennens in diesem Falle für die Rundenzahl steht.

## Bisherige Sieger
- 2011: Kyle Busch
- 2010: Justin Allgaier
- 2009: Kevin Harvick
- 2008: Clint Bowyer
- 2007: Carl Edwards
- 2006: Kyle Busch
- 2005: Kevin Harvick
- 2004: Martin Truex junior
- 2003: Kevin Harvick
- 2002: Jeff Green
- 2001: Matt Kenseth
- 2000: Sterling Marlin
- 1999: Jason Keller
- 1998: Elliott Sadler
- 1997: Jeff Burton
- 1996: Mark Martin
- 1995: Steve Grissom
- 1994: David Green
- 1993: Michael Waltrip
- 1992: Harry Gant
- 1991: Bobby Labonte
- 1990: L. D. Ottinger
- 1989: Rick Wilson
- 1988: Dale Earnhardt
- 1987: Morgan Shepherd
- 1986: Morgan Shepherd
- 1985: Darrell Waltrip
- 1983: Morgan Shepherd
- 1982: Phil Parsons